# Cytospora corylicola
Cytospora corylicola är en svampart som beskrevs av Sacc. ex Fuckel 1871. Cytospora corylicola ingår i släktet Cytospora och familjen Valsaceae.   Inga underarter finns listade i Catalogue of Life.